# Gerolfingen
Gerolfingen è un comune tedesco di 1 036 abitanti, situato nel land della Baviera.